# Pista fratrella
Pista fratrella is een borstelworm uit de familie Terebellidae. Het lichaam van de worm bestaat uit een kop, een cilindrisch, gesegmenteerd lichaam en een staartstukje. De kop bestaat uit een prostomium (gedeelte voor de mondopening) en een peristomium (gedeelte rond de mond) en draagt gepaarde aanhangsels (palpen, antennen en cirri).
Pista fratrella werd in 1919 voor het eerst wetenschappelijk beschreven door Ralph Vary Chamberlin. De wormen zijn 36 millimeter lang en werden aangetroffen aan de kust van Californië nabij Laguna Beach.